# Ungleichungen von Weierstraß
Die Ungleichungen von Weierstraß (englisch Weierstrass’ inequalities) gehören zu den elementaren Ungleichungen des mathematischen Gebiets der Analysis. Sie gehen auf den deutschen Mathematiker Karl Weierstraß zurück.
Die weierstraßschen Ungleichungen führten zu einer Anzahl weiterführender Untersuchungen, welche verbesserte und allgemeinere Ungleichungen ähnlichen Typs lieferten.

## Formulierung
Die Ungleichungen lauten folgendermaßen:
Gegeben seien zu einer natürlichen Zahl {\displaystyle N>0} im offenen reellen Intervall {\displaystyle (0,1)} die {\displaystyle N} reellen Zahlen {\displaystyle a_{1},\ldots ,a_{N}\in (0,1)}.
Dann gelten:
(W1a) {\displaystyle \quad \prod _{k=1}^{N}{(1-a_{k})}>1-\sum _{k=1}^{N}{a_{k}}}
(W1b) {\displaystyle \quad \prod _{k=1}^{N}{(1-a_{k})}<{\frac {1}{1+\sum _{k=1}^{N}{a_{k}}}}}
(W2a) {\displaystyle \quad \prod _{k=1}^{N}{(1+a_{k})}>1+\sum _{k=1}^{N}{a_{k}}}
(W2b) {\displaystyle \quad \prod _{k=1}^{N}{(1+a_{k})}<{\frac {1}{1-\sum _{k=1}^{N}{a_{k}}}}}  , sofern {\displaystyle \sum _{k=1}^{N}{a_{k}}<1}

### Anmerkung
Die obigen Ungleichungen (W1a) und (W2a) beinhalten eine Verallgemeinerung der bernoullischen Ungleichung.